# نينا روغه
نينا روغه (بالألمانية: Nina Ruge)‏ (و. 1956  م) هي صحفية، ومقدمة تلفزيونية ألمانية، ولدت في ميونخ.

## التعليم
تعلمت في جامعة براونشفايغ التقنية
.

## جوائز
حصلت على جوائز منها:

وسام الصليب من رتبة استحقاق من جمهورية ألمانيا الاتحادية

## وصلات خارجية
- نينا روغه على موقع IMDb (الإنجليزية)
- نينا روغه على موقع مونزينجر (الألمانية)
- نينا روغه على موقع ميوزك برينز (الإنجليزية)
- نينا روغه على موقع قاعدة بيانات الفيلم (الإنجليزية)
- نينا روغه على موقع كينوبويسك (الروسية)

- نينا روغه في قاعدة بيانات الأفلام على الإنترنت